# 大針村
大針村（おおはりむら）は、かつて岐阜県加茂郡にあった村である。
現在の加茂郡坂祝町大針などに該当する。

## 歴史
- 1889年（明治22年）7月1日 - 町村制により、大針村が発足。
- 1897年（明治30年）4月1日 - 深田村、勝山村、深萱村、酒倉村、黒岩村、取組村と合併し、坂祝村が発足。同日大針村は廃止。